# Station Wręczyca
Station Wręczyca is een spoorwegstation in de Poolse plaats Borowe (gmina Wręczyca Wielka).